# Художественный центр Гайд-парка
Художественный центр Гайд-парка (англ. Hyde Park Art Center, сокр. HPAC) — художественная организация США (арт-центр), самое старое альтернативное выставочное пространство в городе Чикаго, штат Иллинойс.

## История

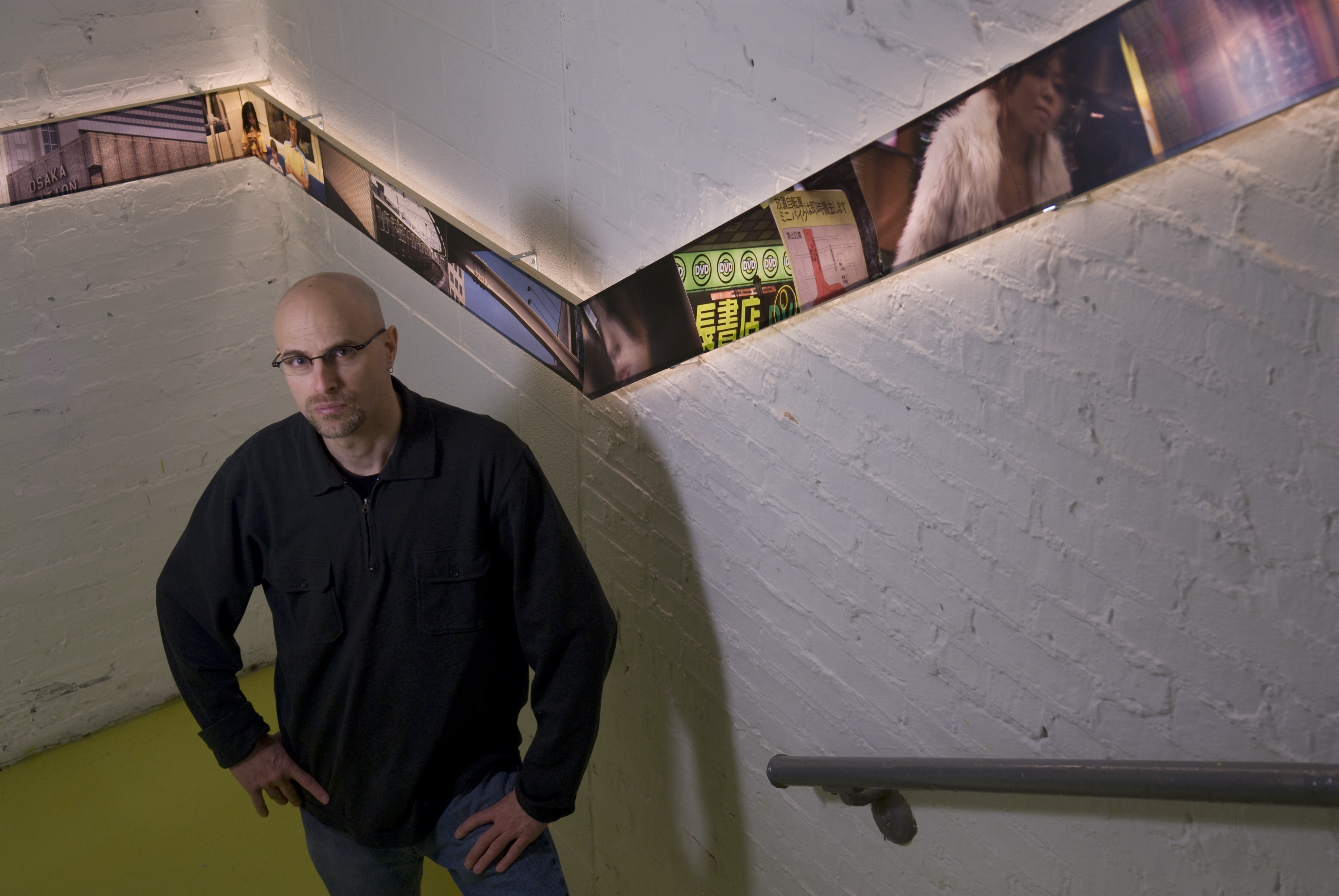
Гленн Векслер со своей работой Transit II в Художественном центре Гайд-парка

Художественный центр Гайд-парка, созданный в июне 1939 года, первоначально назывался Fifth Ward Art Center. В 1940 году название было изменено на ныне существующее. Его основатели, среди которых был будущий сенатор Пол Дуглас, состояли в основном из художников и волонтёров, которые стремились создать в городе пространство для визуальных искусств. Первым местом расположения художественного центра был более не существующий салон по соседству с офисом тогдашнего олдермена Дугласа на 1466 E. 57th Street. Во время и после Второй мировой войны арт-центр размещался в разных местах, включая танцевальную студию и жилой дом. Его местоположение часто менялось из-за высокой арендной платы и джентрификации, но он всегда оставался в районе Чикагского Гайд-парка.
В начале 1950-х годов был куратором и руководил образовательным отделом художественного центра Дон Баум, который был одаренным учителем и наставником для многих художников, которые брали у него уроки в этом центре. Он также использовал арт-центр в качестве инкубатора и основного выставочного пространства для чикагских имажинистов, организовав три их выставки под названием Hairy Who? в 1966, 1967 и 1968 годах. С 1962 года центром руководил Рут Хорвич (Ruth Horwich) — заядлый сторонник чикагских художников.
22 апреля 2006 года Художественный центр Гайд-парка переехал в новое здание. На торжественной церемонии его открытия присутствовали мэр Чикаго Ричард Дейли и несколько местных олдерменов. В следующие выходных состоялось официальное публичное открытие арт-центра в форме 36-часового празднования под названием «Creative Move». Новое здание центра, находящееся  по адресу 5020 S. Cornell Avenue, расположено в апартаментах Del Prado и занимает площадь 3000 м² с большим количеством выставочных галерей и учебных классов. Свою годовщину художественный центр отпраздновал 24-часовым мероприятием, которое снова привлекло внимание организаций и исполнителей со всего Чикаго.
В настоящее время директором художественного центра Гайд-парка центра является Кейт Лоренц (Kate Lorenz), куратором — Эллисон Петерс (Allison Peters).

## Деятельность
Современное здание Художественного центра Гайд-парка было спроектировано известным чикагским архитектором Дугласом Гарофало из Garofalo Architects. Новое здание было переоборудовано из старого армейского склада, который арт-центр арендовал у Чикагского университета. Общий бюджет проекта составил 3 миллиона долларов.
Заложенная в 1939 году миссия художественного центра состояла в том, чтобы стимулировать и поддерживать изобразительное искусство в Чикаго. Являясь одним из старейших культурных мест города, центр имеет большой опыт выставок широкого спектра работ различных художников. Арт-центр не имеет постоянной художественной коллекции. Он в основном представляет работы начинающих или недостаточно признанных современных художников, живущих в Чикаго. Здесь в начале своей карьеры экспонировались работы таких художников, как Леон Голуб, Эд Пашке, Роджер Браун, Рут Дакворт, Керри Маршалл, Дауд Бей и другие.
Панельные дискуссии, беседы в галереях, поэтические чтения, музыкальные представления, мероприятия открытых дверей и выступления приглашенных авторов — расширяют подходы и идеи, представленные на каждой выставке центра, привлекая широкую аудиторию. Через образовательные программы арт-центра, начавшиеся с 1940 года, прошли тысячи детей и взрослых, которые обучились работе с керамикой, скульптуре, живописи, графике, фотографии, созданию витражей и другим видам изобразительного искусства на занятиях, проводимых профессиональными художниками. В центре проводятся мероприятия, призванные привлечь различные категории жителей города как на проводимые выставки из мира современного искусства, так и неформальные мероприятия, которые включают в себя: TalkingPoint — дискуссионная встреча художников и широкой общественности; Cocktails & Clay — проводится во вторую пятницу месяца, чтобы познакомить людей с керамикой в непринужденной обстановке, где выступают диджеи и работает бар; Art Thing — неофициальная беседа с художником, выставка которого в этот момент проходит в художественном центре; Second Sundays — в каждое второе воскресенье месяца проводится день семейных художественных мероприятий и представлений.
С момента открытия нового здания в 2006 году в Художественном центре Гайд-парка каждый апрель проводится ежегодный 24-часовой праздник визуального и исполнительского искусства — Creative Move. Это бесплатное и открытое для всех желающих мероприятие для жителей Чикаго и пригородов, во время которого арт-центр работает всю ночь: праздник обычно начинается в пятницу вечером и заканчивается вечером следующего дня.